# عادل الهاشمي
عادل الهاشمي (1946 -11 نوفمبر 2011) هو ناقد وموسيقي عراقي.

## حياته
ولد عادل الهاشمي في بغداد عام 1946، أكمل في قسم اللغة العربية كلية الآداب في الجامعة المستنصرية وتخرج منها عام 1967، عمل محرراً فنياً وناقداً موسيقياً في العديد من صحف داخل العراق.

### مؤلفاته
1. أصوات وألحان كوردية.
2. فن التلاوة.
3. الموسيقى العربية في مائة عام